# Nawasiołki (sielsowiet Wiendaraż)
Nawasiołki (biał. Навасёлкі; ros. Новосёлки; pol. hist. Nowosiółki) – wieś na Białorusi, w obwodzie mohylewskim, w rejonie mohylewskim, w sielsowiecie Wiendaraż, przy linii kolejowej Osipowicze – Mohylew.
Do 1917 położone były w Rosji, w guberni mohylewskiej, w powiecie mohylewskim. Następnie w granicach Związku Sowieckiego. Od 1991 w niepodległej Białorusi.